# Sex Is Comedy
Sex Is Comedy ist eine französische Filmpersiflage von Catherine Breillat aus dem Jahr 2002.
Halb Selbstporträt und halb Drehbericht, zeigt er als zentrale Figur eine Filmregisseurin, die unschwer als Breillats Alter Ego zu erkennen ist und einen Film mit dem Titel „Scènes intimes“ dreht. Zahlreiche Motive sind von Erlebnissen bei den Dreharbeiten zu ihrem Film Meine Schwester (2001) inspiriert, so etwa Aufnahmen an einem „Sommerstrand“ bei kühlen Temperaturen, eine Beinverletzung, wegen der die Regisseurin eine Krücke benutzen muss, große Vertraulichkeit mit dem Regieassistenten, ein widerspenstiger Hauptdarsteller und eine Entjungferungsszene.
Dabei nimmt Breillat sich selbst einschließlich des in der Öffentlichkeit von ihr kolportierten Bilds auf die Schippe. Sie betonte, dass es sich um „Autofiktion“ handle und um keine Autobiografie. Sie habe Anne Parillaud nicht wegen ihrer äußeren Ähnlichkeit mit ihr ausgesucht, sondern wegen ihres Talents. Gedreht wurde in Portugal. Breillat machte für das teilweise Misslingen des Films das Wetter und die falsche Wahl des Kameramanns verantwortlich.

## Handlung
Die Filmregisseurin Jeanne steckt in den Dreharbeiten an ihrem neusten Film, die sich schwierig gestalten. Obwohl es winterlich kühl ist, ist am Meer eine Sommerbadeszene zu spielen. Die Hauptdarstellerin und der Hauptdarsteller können sich nicht ausstehen und müssen eine leidenschaftliche Kussszene geben. Mit dem Hauptdarsteller, den sie selbst seiner Ausstrahlung wegen gewählt hat, befindet sich Jeanne inzwischen auf Kriegsfuß, weil der freiheitsbewusste junge Mann sich der Herrschsucht der Regisseurin durch allerlei Launen entzieht. Zudem ist eines ihrer Beine eingegipst.
In zahlreichen Gesprächen, vor allem mit ihrem treuen und patenten Regieassistenten Léo, erläutert Jeanne ihre Philosophie des filmischen Arbeitens. Sie kann es nicht ausstehen, dass Schauspieler nur so lange gefügig sind, wie sie sich um eine Rolle bewerben. Hätten sie diese erst einmal bekommen, sei sie als Regisseurin ganz von ihnen abhängig. Nachdem sich der Darsteller geweigert hat, bei einer einfachen Liebesszene seine Socken auszuziehen, befürchtet Jeanne, dass er und die Darstellerin sich weigern werden, sich für die aufs Ganze gehende Sexszene auszuziehen, zumal sie vergessen hat, das im Drehbuch entsprechend zu kennzeichnen und die Verträge keine Nacktszenen vorsehen. Der Darsteller trägt im Studio einen künstlichen erigierten Penis, den ihm der Trickspezialist Willy angebracht hat. Vor der Aufnahme schickt Jeanne alle von der Bühne weg, um die Szene verzweifelt neu zu konzipieren, weil das Geschriebene für sie inzwischen keinen Sinn mehr ergibt. Mit den ersten Aufnahmen der Sexszene – darin wird ein Mädchen entjungfert – ist sie nicht zufrieden, weil die Schauspieler ihrer Ansicht nach keine Ahnung von den Vorgängen haben. Schließlich gibt sich die Darstellerin bei der Aufnahme intensiven Gefühlen hin, bis sie in Tränen aufgelöst ist. Jeanne ist vollkommen gerührt und hingerissen und umarmt sie innigst.

## Bewertungen
Claire Clouzot, Verfasserin eines Buchs über Breillat und ihr filmisches Werk, fand die Mise-en-scène ausdrucksschwach und das Spiel der Darsteller weniger intensiv als in anderen Filmen von ihr. Anne Parillaud schaffe es nicht, ihrer Breillat-Imitation Lebenskraft einzuflößen, sie spiele durchschaubar und ohne Magie, und Grégoire Colin bleibe unter seinen Möglichkeiten. Jedoch, einzigartig für einen Film-im-Film, zerstöre er Legenden, indem er Spektakuläres meide und einfach Leute bei der Arbeit zeige. „Sex Is Comedy ist eine Nummer kleiner als die vorangegangenen Filme. Aber er hat den Vorteil, ein Selbstporträt Catherine Breillats beim Drehen nachzuzeichnen.“
Der film-dienst fand den Film „gähnend langweilig“, wo Humor aufflackere, erlösche er schnell.
Wohlwollender fiel das Urteil auf film-rezensionen.de aus: „Sex Is Comedy ist eine warmherzige Hommage an das Filmemachen, eine Hommage, die nicht den Erfolgen und Glücksmomenten einer Produktion Tribut zollt, sondern den Problemen und Kämpfen.“